# Alaptus borinquensis
Alaptus borinquensis är en stekelart som beskrevs av Dozier 1932. Alaptus borinquensis ingår i släktet Alaptus och familjen dvärgsteklar.
Artens utbredningsområde är Puerto Rico. Inga underarter finns listade i Catalogue of Life.